# Leucospis slossonae
Leucospis slossonae är en stekelart som beskrevs av Lewis H. Weld 1922. Leucospis slossonae ingår i släktet Leucospis och familjen Leucospidae. Inga underarter finns listade i Catalogue of Life.